# War Pigs (película)
War Pigs es una película de acción y guerra estadounidense de 2015 dirigida por Ryan Little y protagonizada por Luke Goss, Dolph Lundgren, Chuck Liddell y Mickey Rourke.

## Reparto
- Luke Goss como Capitán Jack Wosick
- Dolph Lundgren como Capitán Hans Picault
- Chuck Liddell como Sargento McGreevy
- Mickey Rourke como Coronel A.J. Redding
- Noah Segan como Cabo August Chambers
- Steven Luke como Preacher
- Ryan Kelley como Cabo William York
- Jake Stormoen como Cabo Frenchy Buckle
- K.C. Clyde como Cabo Moffatte